# Сергий (Генсицкий)
Митрополи́т Се́ргий (в миру Бори́с Нау́мович Генси́цкий, укр. Борис Наумович Генсицький; 4 декабря 1951, село Долиняны, Черновицкая область) — епископ Украинской православной церкви, митрополит Тернопольский и Кременецкий.
Тезоименитство — 25 сентября (8 октября) (преподобного Сергия Радонежского).

## Биография

### Юность
Родился 4 декабря 1951 года в селе Долиняны Хотинского района Черновицкой области УССР в семье священника.
В 1967 году окончил среднюю школу, а в 1970 году Новоселицкое медицинское училище, став фельдшером.
В 1970—1971 годах работал в Драгинецкой больнице.
В 1971—1973 годах — служил в рядах Советской армии.

### Начало служения
Первые шаги на духовном поприще сделал в Свято-Николаевском соборе в Черновцах при епископе Черновицком и Буковинском Феодосии (Процюке), переведенном в феврале 1972 года в Смоленск.
15 июля 1973 года рукоположён в сан диакона Свято-Успенского кафедрального собора в Смоленске.
В 1975 году назначен и. о. секретаря Смоленского епархиального управления.
В 1976 году возведён в сан протодиакона и утверждён в должности секретаря.
В 1983 году окончил Московскую духовную семинарию.
В мае 1985 года принят в число братии Свято-Успенской Почаевской лавры. При монастыре исполнял обязанности бухгалтера.
19 декабря 1985 года принял монашеский постриг с именем Сергий в честь преподобного Сергия Радонежского.
В 1986 году возведён в сан архидиакона.
28 августа 1990 года архиепископом Тернопольским Лазарем (Швецом) рукоположён во иеромонаха, в том же году становится благочинным Почаевской лавры.

### Архиерейское служение
11 февраля 1991 года Священным синодом УПЦ определён быть епископом Тернопольским и Кременецким. 17 февраля 1991 года его архиерейская хиротония была совершена митрополитом Киевским и всея Украины Филаретом, архиепископами Житомирским и Овручским Иовом, Одесским и Измаильским Лазарем.
27-28 мая 1992 года — участник Харьковского собора епископов Украинской православной церкви.
В июле — сентябре 1992 года был временно управляющим Львовской епархией.
В 1991 году заочно окончил Московскую духовную академию.
28 июля 1998 года, в день ангела митрополита Владимира (Сабодана), за Божественной литургией епископ Сергий был возведён в сан архиепископа.
9 июля 2011 года возведён в сан митрополита. 17 августа 2015 года был награждён правом ношения второй панагии.
6 марта 2022 года, в связи с вторжением России на Украину, официально вернул Путину полученный от него 10 лет назад ордена Дружбы и осудил нападение на Украину.
25 сентября 2023 года назначен постоянным членом Священного синода Украинской православной церкви.

## Публикации
- В Смоленской епархии // Журнал Московской Патриархии. 1978. — № 7. — C. 51.
- Совещание в Смоленске // Журнал Московской Патриархии. 1979. — № 6. — C. 44.
- На церковном праздновании 40-летия освобождения Смоленска // Журнал Московской Патриархии. 1984. — № 3. — C. 51.
- Пребывание Митрополита Варшавского и всей Польши Василия в Смоленске // Журнал Московской Патриархии. 1984. — № 9. — C. 58.
- Праздник преподобного Иова в Почаевской Успенской Лавре // Журнал Московской Патриархии. 1986. — № 2. — C. 18.

## Награды
Государственные
- Орден Дружбы (11 июля 2013 года, Россия) — за большой вклад в развитие дружественных отношений между народами и укрепление духовных традиций[5]

Русская православная церковь
- Орден святого равноапостольного великого князя Владимира II и III степени
- Орден преподобного Сергия Радонежского II и III степени
- Орден святого преподобного Серафима Саровского II степени (2012)[6]
- Орден святого благоверного князя Даниила Московского II степени (24 февраля 2006)[7]

Украинская православная церковь (Московского патриархата)
- Орден преподобного Нестора Летописца
- Орден святителя Петра Могилы (2011 год)[8]
- Орден преподобных Антония и Феодосия Печерских II степени